# Tetsuro Nariyama Shihan
Tetsuro Nariyama (21 de noviembre de 1947, Yamadera, Japón -- ) es un maestro de Aikido, director técnico de la Shodokan Aikido Federation y jefe instructor (Shihan) de Shodokan Hombu Dojo en Osaka, Japón

## Biografía

### 21 de noviembre de 1947
Tetsuro Nariyama nace en Yamadera, un área de la ciudad de Yamagata, en la prefectura de Yamagata. Es el hijo mayor de Hachiro y Chiyo. Fue a las escuelas locales primarias y juveniles antes de ir al colegio prefectural mayor de Yamagata donde el llegaría a ser miembro del club de judo. Vio las competiciones de judo de 1964 en las olimpiadas de Tokio y fijó sus miras en ser un yudoca olímpico.

### 1966
Entró en la Universidad de Kokushikan, en la Facultad de Leyes y se unió al club de aikido. Allí tuvo su predestinado encuentro con Kenji Tomiki que determinaría su futuro.

### 1968
Como capitán del club de aikido de la Universidad de Kokushikan, actuó como el uke de Tomiki en un comité de un encuentro en preparación de la inauguración de la Sociedad de Budo de Japón. En octubre del siguiente año en la Universidad de Momoyama Gakuin en Osaka presentó y enseñó el sistema de randori del aikido a los estudiantes de 6 universidades del área de Kansai.

### Tetsuro Nariyama Shihan - enbu, 1970
Después de graduarse en marzo fue enviado por Tomiki a Osaka para extender el aikido competitivo. Mientras instruía a los estudiantes en el sistema de randori, estudiaba seriamente como asistente a tiempo completo con el dirigente del Osaka Aikikai, Hirokazu Kobayashi Shihan. El 27 de agosto, en el Primer Festival Japonés de Budo que se celebró en el parque de la Expo en Senri (Osaka), dio una demostración. El 3 de noviembre, el primer Torneo de Aikido de Estudiantes de Todo Japón fue realizado en el Sala Deportiva Okubo de Tokio.

### 1972
Dio una demostración en el Segundo Festival de Budo de Japón en el Nippon Budokan de Tokio el 25 de noviembre. Esto fue un evento histórico con grupos que fueron conducidos por Kisshomaru Ueshiba (N.º 2 del Aikikai), Gozo Shioda (Dirigente del Yoshinkan) y Kenji Tomiki (Dirigente del Asociación Japonesa de Aikido) juntos en el mismo edificio.

### Taiwán,1973
Fue parte de un grupo que dirigió Tomiki que fue en Taiwán. Hicieron una demostración para la policía y para academias militares y recibió una muy calurosa recepción por parte del Comandante Supremo de las fuerzas armadas taiwanesa.

### 1976
El 1 de marzo Nariyama se convirtió en el instructor a tiempo completo del Shodokan, la central de Kansai de la Asociación Japonesa de Aikido. El 28 de marzo, con la asistencia de Masaharu Uchiyama (por entonces, el Vice-Dirigente de la JAA), Tomiki abrió su dojo central en Showacho de Osaka llamado Shodokan. El 26 de septiembre, Nariyama ganó la competición de randori en el 4º Torneo de Aikido de Kanto en la Universidad de Waseda de Tokio.

### 1977
El 21 de marzo, para marcar el primer aniversario de Shodokan, el primer Torneo de Japón fue celebrado en el Budokan Municipal de Osaka en los campos del Castillo de Osaka. Kujiraoka Sensei, pupilo favorito de Jigoro Kano, más tarde diría que fue "tremendamente impresonante". Nariyama ganó tanto el cinturón negro en enbu y como el de los eventos individuales de randori masculinos.

### 1982
De acuerdo con los deseos de Tomiki, Nariyama comenzó a enseñar por todo el mundo.

### 1985
Llegó a ser un orador visitante en la Facultad de Educación de la Universidad de Kokushikan.

### 1989
El 16 de junio, como resultado de sus muchos años de instrucción por todo el mundo, el primer Torneo de Aikido Internacional fue celebrado en la Universidad de Tenri en Nara. Los competidores de 20 clubs en 10 países de todo el mundo participaron.

### 1992
El 1 de abril sería orador visitante en el Departamento de Educación Física de la Universidad de Waseda.

### 1995
El 18 de octubre sería orador visitante para la Academia de Policía de la Central Municipal de Policía de Osaka.

### 1997
El 6 de mayo en celebración del 30 aniversarion de Shodokan tomó lugar en el Hotel Nikko de Osaka. Muchos instructores y visitantes asistieron. Además, se publicó un libro conmemorativo del evento.

## Historia de la enseñanza por el mundo
- Taiwán 		1971, 1972 y 1973

- Inglaterra 	1982, 1984, 1987, 1990, 1992, 1995, 1998, 2000 y 2003

- Australia 	1983, 1984, 1985, 1987, 1994, 1999 y 2002

- Suiza 		1984, 1986, 1987, 1995, 1998, 2000 y 2004

- Francia 	1986

- EE. UU. 		1985, 1986, 1987, 1990, 1992, 1995, 1998 y 2000

- España 		2001, 2006, 2013

## Historia de la enseñanza en Japón
- Departamento de la Universidad de Educación Física de Kokushikan(Judo)

Asistiendo a Hatakeyama Shigeyuki Sensei 		1966
- Departamento de la Universidad de Educación Física de Kokushikan(Aikido)

Asistiendo a Hideo Oba Sensei 		1966-1969
- Orador visitante en la Departamento de la Universidad de Educación Física de Kokushikan(Aikido) 		1985-actualidad

- Orador visitante en la Departamento de la Universidad de Educación Física de Waseda(Aikido) 		1971-actualidad

- Instructor del club social de la Universidad de Waseda 		1987-actualidad

- Instructor de Aikido de la Academia de Policía de Mujeres del área de Kinki

Asistente de Kobayashi Hirokazu Shihan 		1971-1976
- Instructor de la Universidad de Salud de la Policía(Aikido)

Asistiendo a Hideo Ohba Sensei 		1983-1984
- Instructor (Judo) de la Escuela Superior Juvenil Obligatoria Abiko de Osaka, en el Club de Judo 		1971-1974

- Instructor de la Asociación de Aikido de Estudiantes de Todo Japón

(en el Nihon Budokan Research Centre) 		1985-actualidad
- Instructor en la Central de Policía de la Academia de Policía de la Prefectura de Osaka 		1994-

## Publicaciones
Coautor del Aikido Kyoshitsu (Curso de Aikido) publicado primeramente en 1985 por Taishukan

### Ensayos
- Aikido no Boken (Aventuras en Aikido) publicado en el Décimo Aniversario del Club de Aikido de Tenri, noviembre de 1990

### Publicaciones de la Sociedad del Budo (aspectos técnicos del randori)
- "Correcta elección del momento en atemi waza", El 12º Torneo de la Sociedad Japonesa de Budo, 2 de septiembre de 1979

- "La estructura y ejecución de kansetsu waza", El 13º Torneo de la Sociedad Japonesa de Budo, 14 de septiembre de 1980

- "El significado marcial de los movimientos básicos", El 14º Torneo de la Sociedad Japonesa de Budo, 22 de noviembre de 1981

- "Aspectos técnicos del uso del cuchillo de goma en el aikido competitivo", 22º Torneo de la Sociedad Japonesa de Budo, 24 de septiembre de 1989.
- "Características y métodos de entrenamiento para uki waza en aikido competitivo", 23.er Torneo de la Sociedad Japonesa de Budo, 9 de septiembre de 1990.
- "Aspectos técnicos de las contra-técnicas en aikido competitivo", 24.º Torneo de la Sociedad Japonesa de Budo, 8 de septiembre de 1991

- Datos: Q6143674